# Snoopy Concert
Snoopy Concert (スヌーピー コンサート) é um jogo eletrônico de aventura de apontar e clicar baseado no personagem de quadrinhos Snoopy, licenciado de Peanuts da United Feature Syndicate (agora uma parte da United Media), que foi lançado para o  Super Famicom em 1995. O jogo nunca foi lançado oficialmente fora do Japão, mas traduções de fãs já foram publicada na internet.

## Jogabilidade
Snoopy Concert é uma coleção de quatro minijogos com jogabilidades diferentes. Woodstock e Snoopy são os personagens jogáveis e devem ajudar outros personagens da franquia Peanuts, cada um em seu minijogo, com o objetivo final de levar todos ao concerto que dá nome ao jogo.

## Recepção
Em seu lançamento, a Weekly Famicom Tsūshin deu a Snoopy Concert uma nota de 28 de 40.